# Vladika humi úrnő
Vladika ( – 1395. április 26. után), szerbül: Владика, Hum úrnője, Kotromanić Erzsébet magyar királyné unokahúga, a Kotromanić-ház tagja női ágon.

## Élete

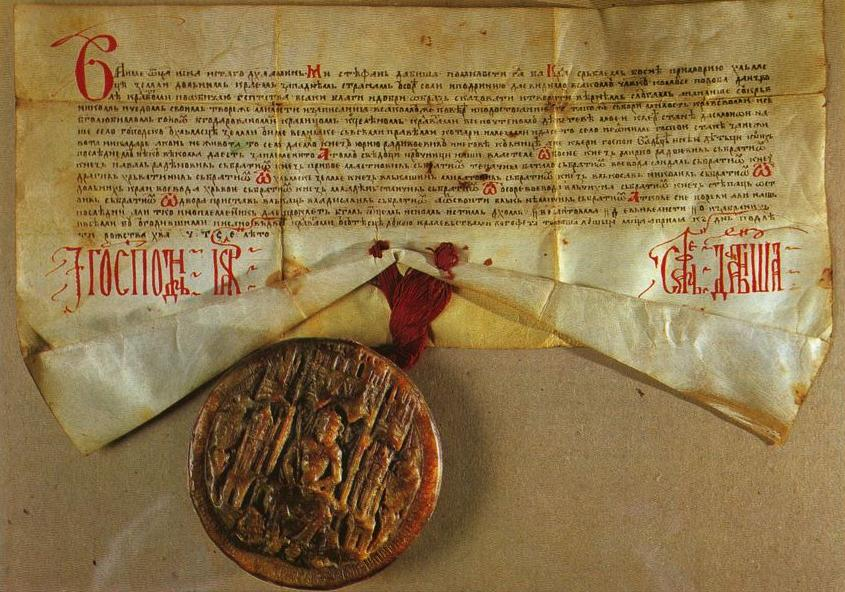
Az oklevél, melyben az édesanyja, Gruba Ilona még mint királyné a Humban fekvő Velijake községet Sztanának ajándékozza.

Édesanyja Kotromanić Sztana (Anasztázia) bosnyák királyi hercegnő, Dabiša István bosnyák király és Gruba Ilona bosnyák királyné és királynő lánya. Édesapja ismeretlen.
Édesanyja neve egy 1395. április 26-án kelt oklevélben van megemlítve, mely szerint a Humban fekvő Velijake községet az akkor még királynéi szerepű nagyanya, Gruba Ilona a lányának ajándékozza, és lánya halála esetén Radivojević György és utódai öröklik. Fajfrić kijelenti, hogy Radivojević György Sztana hercegnő lányának, Vladikának volt a férje. Vladika révén a Jurjević család származott a bosnyák királyi háztól, a Kotromanićoktól.

## Gyermekei
- Férjétől, Radivojević György (Juraj Radivojević) (–1408) humi úrtól, 4 fiú:
  - Jurjević Pál
  - Jurjević Miklós
  - Jurjević Vlatko
  - Jurjević Vuk (voltak utódai)